# Seznam ameriških knjižničarjev
Seznam ameriških knjižničarjev.

## B
Sanford Berman - Dee Brown - 

## F
Benjamin Franklin - 

## H
Margaret Herrick - 

## I
Agnes Inglis - 